# مزرانه
مزرانه (به عربی: مزرانة) یک شهرداری در الجزایر است که در استان تیزی وزو واقع شده‌است.